# Syagrus sancona
Syagrus sancona är en enhjärtbladig växtart som först beskrevs av Carl Sigismund Kunth, och fick sitt nu gällande namn av Gustav Karl Wilhelm Hermann Karsten. Syagrus sancona ingår i släktet Syagrus och familjen Arecaceae. Inga underarter finns listade i Catalogue of Life.